# Marlon King
Marlon Francis King (* 26. April 1980 in Dulwich, England) ist ein ehemaliger jamaikanischer Fußballspieler. Er besitzt auch die britische Staatsangehörigkeit. Er saß 2014 ein 18-monatige Haftstrafe wegen gefährlicher Fahrweise ab.

## Spielerkarriere

### National
Marlon King startete seine Karriere 1998 beim Londoner Club FC Barnet. Nach zwei Jahren verließ er diesen und ging zum FC Gillingham, wo er in drei Jahren 40 Tore erzielte und größere Vereine auf sich aufmerksam machen konnte. Von 2003 bis 2005 spielte King für Nottingham Forest. Im März 2005 wurde er kurzfristig an Leeds United verliehen, doch konnte er dort nicht überzeugen und blieb in neun Spielen torlos.
Im Sommer 2005 wurde King schließlich an den Zweitligisten FC Watford verliehen, wo er seinen Durchbruch im Profifußball schaffte. Mit 21 Toren in der Saison 2005/06 hatte er als Torschützenkönig maßgeblichen Anteil am Aufstieg in die Premier League. Watford verpflichtete ihn anschließend fest. Nach dem Abstieg Watfords blieb Marlon King zunächst beim Verein, wechselte im Januar 2008 jedoch zurück in die erste Liga. Mit Wigan Athletic erreichte er zwar den Klassenerhalt, aber er konnte sich in seinem ersten halben Jahr nicht durchsetzen.
Für die Saison 2008/09 war Marlon King an den Premier-League-Aufsteiger Hull City und an den späteren Absteiger FC Middlesbrough ausgeliehen. Am 29. Oktober 2009 wurde King zu einer 18 Monate langen Gefängnisstrafe wegen Körperverletzung verurteilt, woraufhin sein Verein Wigan Athletic die fristlose Kündigung seines Vertrages binnen 14 Tagen ankündigte.
Nach seiner Haftentlassung, unterschrieb er am 20. September 2010 einen Einjahresvertrag bei Coventry City und absolvierte in der Football League Championship 2010/11 28 Ligaspiele, in denen er 12 Treffer erzielen konnte. Nach Ablauf der Saison wechselte er zu Birmingham City, die nach dem Abstieg aus der Premier League 2010/11 in der kommenden Spielzeit ebenfalls in der zweiten Liga spielen.

### Nationalmannschaft
Für Jamaika hat Marlon King seit 2004 zwölf Tore in 24 Spielen erzielt.

## Erfolge
- 2005/06 – Aufstieg in die Premier League mit FC Watford
- 2005/06 – Torschützenkönig in der Football League Championship